# Рециклирование нефтедолларов
Рециклирование нефтедолларов (англ. petrodollar recycling) есть зарубежное расходование или инвестирование средств, вырученных от экспорта нефтепродуктов. Как правило, термин употребляется в отношении крупных экспортёров нефти — членов ОПЕК, России и Норвегии — которые не способны эффективно распределить полученные ресурсы внутри страны. Глобальные финансовые потоки, связывающие производителей и потребителей нефти, исчисляются сотнями миллиардов долларов США в год, причём часть транзакций производится во множестве других валют, привязанных к доллару или нет. Потоки во многом зависят от решений правительств, которые могут инвестировать нефтедоллары за рубежом или оказать иностранным партнёрам помощь другого рода. Последствия решений сказываются как на мировых финансах, так и на нефтяной политике. Явление особо заметно в те периоды, когда цены на нефть достигают исторических пиков. 
При этом первый наплыв нефтедолларов (1974—1981) привёл к бо́льшим финансовым затруднениям, нежели второй (2005—2014).

## Потоки капитала

### Предпосылки
В течение двух обозначенных периодов экспортёры нефти выручили большие объёмы средств. 
Сам термин «нефтедоллары» возник в 1973 году, авторство приписывают сразу двум комментаторам: американскому экономисту египетского происхождения Ибрагиму Овеиссу и бывшему Министру торговли США Питеру Дж. Петерсону. У некоторых экспортёров формировались избытки нефтедолларов — выраженная в долларах США положительная разница между прибылью от продажи нефти и внутренней потребностью в инвестиционных ресурсах. 
Вложение избыточных средств в собственную экономику было бы неэффективным, ввиду малой численности населения или недостаточной индустриализации. С другой стороны, избыточные доходы могли быть инвестированы в экономики других стран, либо направлены на покупку потребительских товаров, строительных материалов, вооружений. Кроме того, изъятие нефтедолларов из мировой экономики замедлило бы глобальный экономический рост, в конечном итоге повредив и экспортёрам. Их собственный долгосрочный рост во многом зависел от возможностей выгодно инвестировать прибыль от продажи нефти.

### Первый наплыв (1974—1981)
Рециклирование нефтедолларов позволило смягчить краткосрочные последствия кризиса 1973 года, однако импортёры нефти страдали от высоких цен, накапливая долгосрочные долговые обязательства. Согласно оценке МВФ, внешний долг 100 импортирующих нефть развивающихся государств в 1973—1977 годах вырос на 150 %. Ситуация усугублялась глобальным переходом к режиму плавающего валютного курса. В 1974 году управляющий директор МВФ Йохан Виттевен говорил: «Мировая кредитно-денежная система вступила в сложнейший для себя период с 1930-х». Фонд запустил новую программу кредитования (1974—1976), названную Oil Facility. В рамках программы нефтедобывающие страны и некоторые другие кредиторы помогали государствам, чей торговый баланс серьёзно пострадал от роста цен. Среди реципиентов были десятки развивающиеся и некоторые развитые страны, например, Италия и Соединённое Королевство.
С 1974 по 1981 год совокупный профицит счёта текущих операций стран ОПЕК достиг $450 млрд. (без учёта последовавших десятилетий инфляции). 90 % профицита приходилось на страны залива и Ливию. Иранское правительство также довольствовалось нефтяным профицитом, однако революция 1978 года, война с Ираком и международные санкции сильно ослабили персидскую экономику.
Значительные объёмы арабских нефтедолларов были вложены в ценные бумаги американского Казначейства и финансовые рынки других развитых стран. Инвестиционные потоки контролировали правительственные организации, ныне именуемые суверенными фондами. Миллиарды долларов были вложены в коммерческие банки США и Европы. Всё это способствовало росту рынка евродолларов, более свободному от регулирования, чем американские денежные рынки. Наблюдавшаяся в мировой экономике рецессия сделала инвестиции в частные бумаги менее привлекательными, банки и богатые правительства по большей части кредитовали развивающиеся страны. Крупные потоки средств направлялись в Латинскую Америку, в том числе в Бразилию и Аргентину, и в другие крупные развивающиеся экономики, например. в турецкую. Нефтяной кризис 1973 года породил в этих странах серьёзнейший долларовый дефицит, но им по-прежнему требовались деньги для импорта нефти и продуктов машиностроения. В начале 1977 года кабинет турецкого премьер-министра перестал отапливаться, в связи с чем лидер оппозиции Сулейман Демирель произнёс знаменитые слова «Турции не хватает 70 центов». По мнению политического журналиста Уильяма Грейдера банковские кредиты, сформированные из вкладов нефтедобывающих государств, спасли развивающиеся страны от банкротства. В последующие десятилетия многие из должников осознали невозможность погашения. Их правительства заявили о неоколониальном характере обязательств, видя единственный выход в списании долгов.

### Второй наплыв (2005—2014)
Реагируя на второй приток нефтедолларов, участники финансового рынка опирались на опыт первого цикла. Развивающиеся страны избежали крупных дисбалансов, мировая экономика уже не так сильно зависела от нефтепродуктов. Мировые инфляция и ставки процента сдерживались гораздо результативнее. Экспортёры нефти стремились инвестировать во множество рынков, отказываясь от посредничества международных банков и МВФ.
Благодаря росту цен в 2003—2008 годах выручка членов ОПЕК достигла рекордного $1 трлн в год (2008 и 2011—2014). Ощутимый профицит получили Россия и Норвегия, не входящие в ОПЕК. В 2014—2015 годах суверенные фонды располагали в общей сложности $7 трлн. Иран, Ирак, Ливия, Нигерия и Венесуэла, пребывавшие в состоянии политического кризиса, не сумели воспользоваться благоприятными обстоятельствами рынка. Некоторые экономисты объясняют подобное положение дел феноменом ресурсного проклятия. Большинство экспортёров смогли подготовиться к обвалу цен, вызванному перепроизводством нефти.

## Международная помощь
Экспортёры нефти направляют часть выручки на помощь государствам-партнёрам. В публицистике и даже реферируемых публикациях за отношениями такого рода закрепились клише «чековая дипломатия» и «нефтяной ислам». Первопроходцем в этом направлении стал Кувейтский фонд арабского экономического развития (1961), с 1974 года международную помощь стали оказывать и другие арабские государства. Поддержка партнёров осуществлялась в том числе по каналам Международного валютного фонда и Фонда международного развития ОПЕК. Имелись и непрямые каналы. Десятки миллионов иностранных рабочих, трудившихся на Ближнем Востоке, отправляли часть заработка домой, в менее процветающие страны. Вместе с тем, условия труда в странах залива были весьма суровы. Некоторые правительства в странах-экспортёрах нефти оказывали финансовую поддержку вооружённым группам, действовавшим в недружественных государствах.
Высокие цены на нефть в 1974—1981 годах позволяли советскому правительству поддерживать кризисные экономики Восточного блока. Считается, что перепроизводство нефти в 1980-х годах поспособствовало распаду блока в 1989 году. В ходе второго наплыва нефтедолларов государство-член ОПЕК Венесуэла направляла деньги правительству Кубы и осуществляла льготные поставки нефти в рамках программы «Петрокарибе». Падение цен на нефть в 2014—2017 годах спровоцировало кризис уже в самой Венесуэле.

## Примеры
- Ценные бумаги Казначейства США. В 1960—2015 годах правительства стран-членов ОПЕК сосредоточили порядка $300 млрд. в американских казначейских бумагах[40]
- Немецкий автомобильный завод Daimler. Крупнейшим акционером предприятия с 1974 года является Кувейт[41][42]
- Плотина Итайпу на границе Бразилии и Парагвая. Построена в 1970-е годы на займы банков, вкладчиками которых были экспортёры нефти[43]
- Мечеть Фейсала в Исламабаде (1976—1986) подарена Пакистану саудовским королём Фейсалом[44]
- В условиях дефицита продовольствия (1970—80-е годы) Советский Союз импортировал западное зерно[45]
- С 1981 года Саудовская Аравия закупила десятки американских истребителей F-15[46]
- Универмаг Harrods в Лондоне. С 1985 года находится в собственности арабских владельцев[47][48]
- Лондонский футбольный клуб «Челси» с 2003 года принадлежит Роману Абрамовичу, собственнику «Сибнефти»[49][50][51]
- Двустороннее соглашение между Венесуэлой и Кубой от 2004 года предполагает обмен медицинских услуг на льготные поставки нефти[52]
- С 2005 года дубайская авиакомпания Emirates приобрела миллионы литров французского вина высшего качества[53]
- Турецкая телекоммуникационная корпорация в 2005 году перешла под контроль фирмы Saudi Oger. Посредником сделки выступил МВФ[54]
- В 2008 году Инвестиционный совет Абу-Даби приобрёл 90% небоскрёба Крайслер-билдинг в Нью-Йорке[55][56]
- Иран осуществляет поставки оружия в Ливан и Сирию, поддерживая организацию Хезболла. В 2009 году израильский флот перехватил 300 тонн вооружений[57][58]
- «Игроки в карты» Сезанна в 2011 году стали собственностью катарской королевской семьи. Рекордная сумма сделки превысила $250 млн.[59]
- Автомобили Toyota в Кувейте. Японский производитель занимает доминирующее положение на кувейтском рынке[60]